# تای گریفین
تای گریفین (انگلیسی: Ty Griffin؛ زادهٔ ۵ سپتامبر ۱۹۶۷) بازیکن بیس‌بال اهل ایالات متحده آمریکا بود.